# Археологія Мишуриного Рогу
Археологічними розкопками початку XX століття у цій місцевості було знайдено скіфські стріли, речі домашнього вжитку та інше, що свідчить про перебування на цій території у 7—2-му сторіччях до Р.Х. кочових скіфських племен .
Під час будівництва Дніпродзержинської ГЕС експедиція Інституту археології Академії наук УРСР у 1959 році виявила в цій місцевості поселення мідної й бронзової діб, черняхівської культури 4 століття до н.е. та рештки великого укріпленого поселення городища часів Київської Русі . 
Про це городище також писав Олександр Поль: «розташоване на самому мисі, оточеному водою Дніпра та на прилеглій до нього нагірній, степовій місцевості, оточеній ровами та валами, тепер дуже розмитими весняними водами. Площа, яку займає городище, містить в собі приблизно до 20 десятин. В кількох верстах вище, за течією Дніпра, у лісі, в урочищі "Перцева", знаходиться інше, менших розмірів городище, що називається "окопом". Також неподалік заходився найдавніший перевіз через Дніпро, який був важливим місцем в адміністративному, торговому та військовому відношеннях.» 
Населення черняхівської культури українськими археологами визначено як анти й готи.